# Betrayal Game
「Betrayal Game」（ビトレイアルゲーム）は、BE:FIRSTの楽曲。3作目の配信限定シングルとして2022年4月25日にB-MEよりリリースされた。
作詞はSKY-HI、トラックはA.G.O.が担当し、トップラインはeillと宮田“レフティ”リョウによって書き下ろされた。楽曲は、読売テレビ・日本テレビ系木曜ドラマ『探偵が早すぎる 春のトリック返し祭り』の主題歌として使用され、読売テレビの『音力-ONCHIKA-』、『キューン!』、『すもももももも!ピーチCAFÉ』の2022年5月度エンディングテーマとしても使用された。
Billboard Japan Download Songs、オリコン週間デジタルシングル（単曲）ランキング、オリコン週間ストリーミングランキングで初登場1位を獲得。

## 背景・リリース
4月4日、同月14日に読売テレビ・日本テレビ系木曜ドラマ『探偵が早すぎる 春のトリック返し祭り』の主題歌が「Betrayal Game」に決定したことを発表。ドラマのプロデューサーである中間俊彦は、前シリーズからパワーアップしている『探偵が早すぎる』のコメディ・ミステリーの世界観に、さらに【勢い】を埋め込んで欲しいと思ったことから、BE:FIRSTに主題歌のオファーをしたと説明している。主題歌については、いつも憎まれ口をたたき合う関係でありながら、【切っても切れない強い特殊な絆】で結ばれた千曲川（滝藤賢一）と一華（広瀬アリス）の関係をスタイリッシュに表現してほしいとお願いしたと説明している。
4月12日、同月25日に「Betrayal Game」を配信リリースすることを発表。その後、5月18日に発売された2ndシングル『Bye-Good-Bye』にカップリング曲として収録された。「Betrayal Game」は、2022年5月4日に公開されたBillboard Japan Download Songsで、21,487ダウンロードの売上を記録して初登場1位を獲得。同チャートで首位獲得は、「Bye-Good-Bye」（3月16日公開のチャート）以来で、「Shining One」「Gifted.」を含む4曲目となった。同日に発表されたオリコン週間デジタルシングル（単曲）ランキングとオリコン週間ストリーミングランキングでは初登場1位を獲得した。
2022年5月28日に読売テレビで放送された音楽特番『カミオト -上方音祭-』でテレビ初披露となった。

## ミュージック・ビデオ
2022年4月25日に「Betrayal Game」のミュージック・ビデオがYouTubeでプレミア公開された。ミュージック・ビデオでは、相反する2つの世界を舞台にメンバーがダンスを披露していて、撮影にはs**t kingzのNOPPOも参加している。ミュージック・ビデオは、公開から約1か月半で再生回数1000万回を突破し、Twitter上では「#祝Betrayal Game_MV10M」のハッシュタグを付けた投稿が殺到し、Twitterのトレンド1位を獲得した。

## 評価
HEWの藤原利絵は、「Betrayal Game」についてセクシーな歌声や駆け引きをほうふつさせる歌詞が魅力のダンスナンバーと表現し、色気ある歌声に昇天すると評している。振付を手がけたNOPPOは、本作を聴いたときの第一印象についてメンバーが耳元ですごくセクシーに歌っている姿が浮かびましたと語っており、これまでと歌声の質が違うと感じたことから、メンバーの声の抑揚に合わせた振付にしようと考えたことを明かしている。
音楽ナタリー編集部は、2022年4月25日に公開した2ndワンマンライブについての記事の中で、本作について音数の絞られたミニマルな構成に、7人のダンスとボーカルが光る一曲と表現している。

## チャート成績
| チャート (2022年)               | 最高位 |
| ------------------------------- | ------ |
| 日本 (オリコンデジタルシングル) | 1      |
| 日本 (オリコンストリーミング)   | 1      |
| 日本 (Hot Buzz Song)            | 1      |
| 日本 (Download Songs)           | 1      |
| 日本 (Japan Hot 100)            | 3      |
| 日本 (Streaming Songs)          | 4      |